# 1590-ті до н. е.

## Події
Бл. 1595 рік до н. е. (середня хронологія) — захоплення хеттами Вавилону.

## Правителі
- Цар хеттів Мурсілі І;
- Цар Вавилону Самсу-дітана;
- Царі Ассирії Шарма-Адад ІІ та Ерішум ІІІ.